# Boloria improba
Boloria improba là một loài bướm ngày thuộc họ Nymphalidae. In châu Âu it is only được tìm thấy ở small parts of Scandinavia, more specifically the border region between Na Uy, Thụy Điển và Phần Lan. The species is also present in Bắc Mỹ in the North-Eastern part of Alaska và some isolated populations in the Canadian part of the Rocky Mountains, South-Western Wyoming và South-Western Colorado. In Nga it is present in the North-East (the Tsjoekotka region).
Sải cánh dài 28–34 mm. Chúng bay từ tháng 6 đến tháng 8 tùy theo địa điểm.
Ấu trùng có thể ăn Polygonum viviparum in Europe. In North America the food plants are Salix arctica và Salix reticulata nivalis.

## Subspecies
The following subspecies are recognised:
- Boloria improba acrocnema in the San Juan Mountains in tây nam Colorado
- Boloria improba harryi in the Wind River Mountains in tây nam Wyoming
- Boloria improba improba in Alaska và tây bắc Canada. The Siberian variant which is more yellow are considered the same subspecies, they are called forma youngi.
- Boloria improba improbula Northern Scandinavia

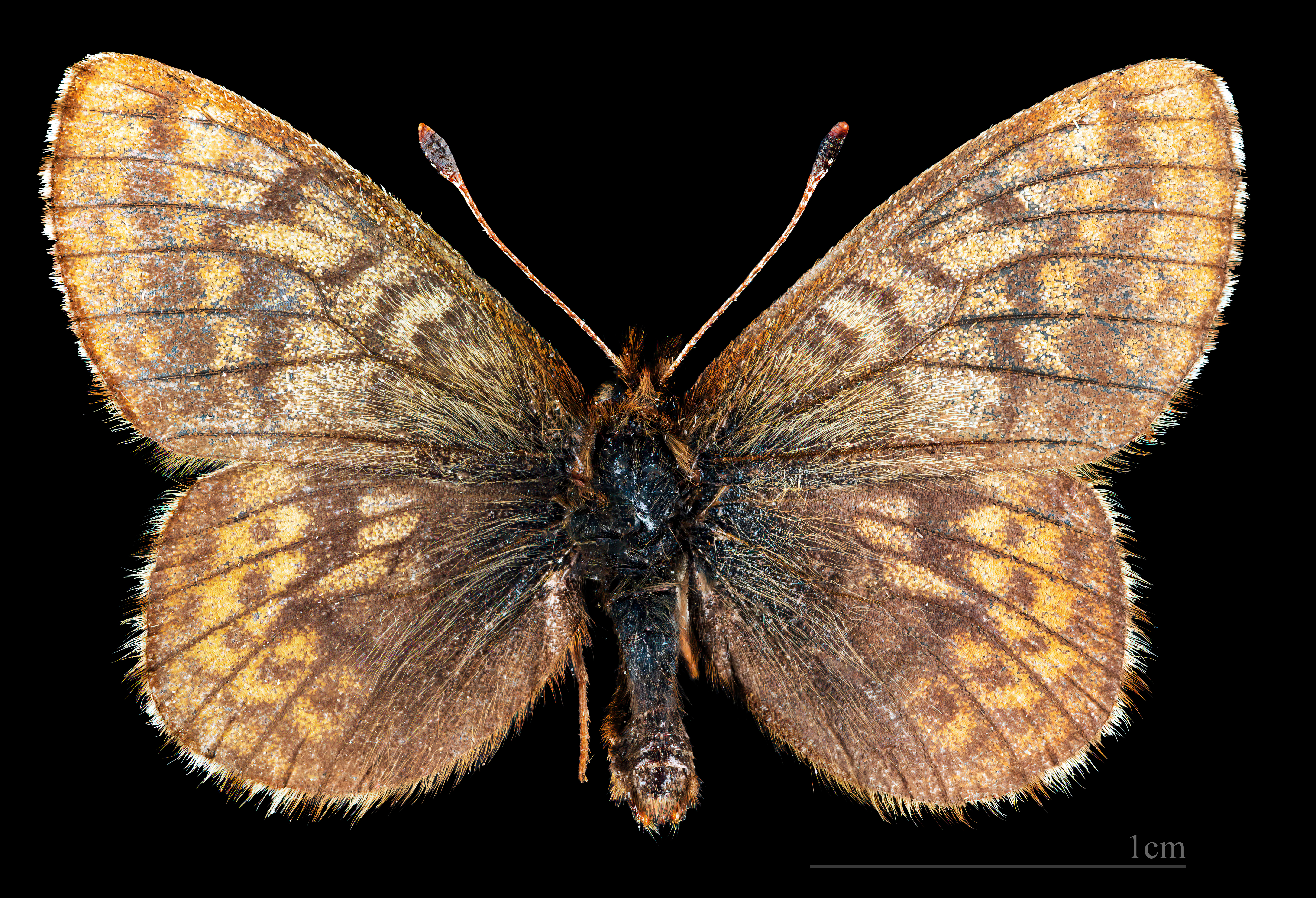
Boloria improba improbula ♂
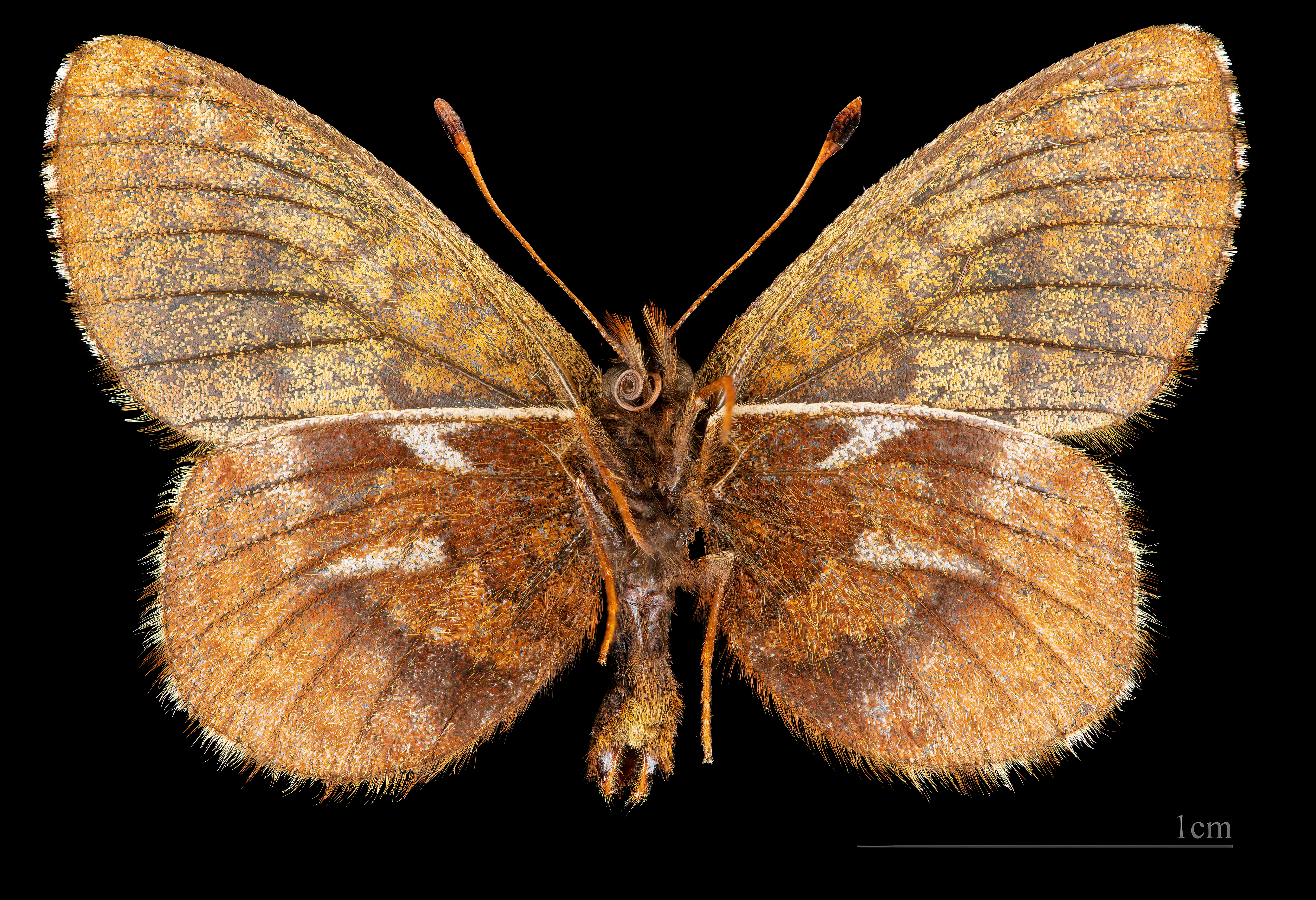
Boloria improba improbula ♂  △